# Scleroblitum atriplicinum
Scleroblitum atriplicinum là loài thực vật có hoa thuộc họ Dền. Loài này được (F. Muell.) Ulbr. miêu tả khoa học đầu tiên năm 1934.